# Joseph Doutrelepont
Louis Guillaume Joseph Doutrelepont (Malmedy, 3 giugno 1834 – Bonn, 30 aprile 1918) è stato un chirurgo e dermatologo tedesco.

## Biografia
Nel 1858 conseguì il dottorato in medicina a Berlino, successivamente proseguì la sua formazione presso l'Università di Bonn come allievo del chirurgo Wilhelm Busch. Nel 1863 ottenne la sua abilitazione per chirurgia e oftalmologia e nel 1869 fu nominato professore associato. Mentre la sua carriera progrediva, il suo interesse si spostò verso la dermatologia e, di sua iniziativa, creò dipartimento indipendente di dermatologia all'Università di Bonn (1882). Nel 1894 divenne professore onorario a tempo pieno all'università. Dal 1882 in poi, si dedicò interamente agli studi sulla pelle e delle malattie veneree. È particolarmente noto per le sue ricerche che riguardano l'eziologia e il trattamento del lupus vulgaris.

## Opere principali
- Tuberkelbacillen im Lupus, Monatsschrift für praktische Dermatologie II. No. 6.
- Über Bacillen bei Syphilis (con Jos. Schütz), Deutsche medizinische Wochenschrift, 1875.
- Fall von Meningitis tuberculosa nach Lupus; Tuberkelbacillen im Blut, Deutsche medizinische Wochenschrift Nr. 7, 1885.
- Zur Therapie des Rhinosclerom, Deutsche medizinische Wochenschrift, 1887.
- Lupus und Hauttuberculose, Deutsche medicinische Wochenschrift 1887. N0. 43.
- Syphilis und Carcinom, Deutsche medicinische Wochenschrift Leipzig, 1887, xiii. 1016-1018.
- Über Haut- und Schleimhauttuberculose, Deutsche medicinische Wochenschrift 1892, Nr. 46, S. 1033.[3]